# ルイス・ロベルト・ジュニア
- ルイス・ロバート・ジュニア

ルイス・ロベルト・モイラン・ジュニア（Luis Robert Moirán Jr., 1997年8月3日 - ）は、キューバのシエゴ・デ・アビラ出身のプロ野球選手（外野手）。右投右打。MLBのシカゴ・ホワイトソックス所属。

## 経歴

### キューバ時代
2015年、2015 WBSC U-18ワールドカップのキューバ代表に選出された。同大会ではベストナインに選出された。
2013年から2015年までセリエ・ナシオナル・デ・ベイスボルのティグレス・デ・シエゴ・デ・アビラでプレーした。2015年には打率.393、12本塁打、39打点、11盗塁を記録した。
2016年6月、キューバ代表としてカナディアン・アメリカン・リーグに出場した。11月、MLBでのプレーを目指してキューバからアメリカ合衆国へ亡命した。
2017年4月20日、フリーエージェントとして認定された。

### プロ入りとホワイトソックス時代
2017年5月27日にシカゴ・ホワイトソックスとマイナー契約を結び、プロ入りを果たした。同日中に入団会見と始球式が行われた。契約後、傘下のルーキー級ドミニカン・サマーリーグ・ホワイトソックスでプロデビュー。28試合に出場して打率.310、3本塁打、14打点、12盗塁を記録した。
2018年はルーキー級アリゾナリーグ・ホワイトソックス、A級カナポリス・インティミディターズ、A+級ウィンストン・セイラム・ダッシュでプレーし、3球団合計で50試合に出場して打率.269、17打点、15盗塁を記録した。オフにはアリゾナ・フォールリーグに参加し、グレンデール・デザートドッグスに所属した。
2019年はA+級ウィンストン・セイラム、AA級バーミングハム・バロンズ、AAA級シャーロット・ナイツでプレーし、3球団合計で122試合に出場して打率.328、32本塁打、92打点、36盗塁を記録した。7月にはオールスター・フューチャーズゲームのアメリカンリーグ選抜に選出された。
2020年1月2日にホワイトソックスと2025年まで6年総額5000万ドル（以降2027年までの2年は球団オプション）で契約更新し、40人枠に登録された。シーズン開幕戦となった7月24日のミネソタ・ツインズ戦に「7番・中堅手」で先発出場してメジャーデビュー。この試合ではメジャー初安打を含む2安打を放った。その2日後の同カードで前田健太からメジャー初本塁打を放った。
2023年のシーズン開幕前の1月26日に第5回ワールド・ベースボール・クラシック（WBC）のキューバ代表に選出された。これまでは亡命した選手は代表には参加できなかったが、同大会から参加が可能となり、ホワイトソックスでのチームメイトであるヨアン・モンカダ等と共に参加した。キューバは準決勝でアメリカ合衆国に敗れ、敗退となった。シーズンでは登録名を「ルイス・ロベルト・ジュニア」に変更した（後述）。7月2日に選手間投票で初となるオールスターゲームに選出された。7月5日に本塁打競争への参加を表明した。

## 人物
2022年までの登録名は「ルイス・ロベルト」である。レポーターから登録名にジュニアを使わないのか問われ、キューバでは一般的ではないからとしていたが、アメリカ合衆国では使ってる選手がいることから使ってみたいかと問われ、使ってみたいと答え、2023年から登録名にジュニアが追加され、「ルイス・ロベルト・ジュニア」となった。

## 詳細情報

### 年度別打撃成績
| 年 度    | 球 団    | 試 合 | 打 席 | 打 数 | 得 点 | 安 打 | 二 塁 打 | 三 塁 打 | 本 塁 打 | 塁 打 | 打 点 | 盗 塁 | 盗 塁 死 | 犠 打 | 犠 飛 | 四 球 | 敬 遠 | 死 球 | 三 振 | 併 殺 打 | 打 率 | 出 塁 率 | 長 打 率 | O P S |
| -------- | -------- | ----- | ----- | ----- | ----- | ----- | -------- | -------- | -------- | ----- | ----- | ----- | -------- | ----- | ----- | ----- | ----- | ----- | ----- | -------- | ----- | -------- | -------- | ----- |
| 2020     | CWS      | 56    | 227   | 202   | 33    | 47    | 8        | 0        | 11       | 88    | 31    | 9     | 2        | 0     | 2     | 20    | 0     | 1     | 73    | 4        | .233  | .302     | .436     | .738  |
| 2021     | CWS      | 68    | 296   | 275   | 42    | 93    | 22       | 1        | 13       | 156   | 43    | 6     | 1        | 0     | 2     | 14    | 1     | 5     | 61    | 4        | .338  | .378     | .567     | .946  |
| 2022     | CWS      | 98    | 401   | 380   | 54    | 108   | 18       | 0        | 12       | 162   | 56    | 11    | 3        | 0     | 1     | 17    | 1     | 3     | 77    | 6        | .284  | .319     | .426     | .746  |
| 2023     | CWS      | 145   | 595   | 546   | 90    | 144   | 36       | 1        | 38       | 296   | 80    | 20    | 4        | 0     | 2     | 30    | 5     | 12    | 172   | 10       | .264  | .315     | .542     | .857  |
| 2024     | CWS      | 100   | 425   | 393   | 47    | 88    | 19       | 0        | 14       | 149   | 35    | 23    | 6        | 0     | 1     | 28    | 2     | 2     | 141   | 8        | .224  | .278     | .379     | .657  |
| MLB：5年 | MLB：5年 | 467   | 1944  | 1796  | 266   | 480   | 103      | 2        | 88       | 851   | 245   | 69    | 16       | 0     | 8     | 109   | 9     | 23    | 524   | 32       | .267  | .316     | .474     | .790  |

- 2024年度シーズン終了時

### WBCでの打撃成績
| 年 度 | 代 表    | 試 合 | 打 席 | 打 数 | 得 点 | 安 打 | 二 塁 打 | 三 塁 打 | 本 塁 打 | 塁 打 | 打 点 | 盗 塁 | 盗 塁 死 | 犠 飛 | 四 球 | 敬 遠 | 死 球 | 三 振 | 併 殺 打 | 打 率 | 出 塁 率 | 長 打 率 |
| ----- | -------- | ----- | ----- | ----- | ----- | ----- | -------- | -------- | -------- | ----- | ----- | ----- | -------- | ----- | ----- | ----- | ----- | ----- | -------- | ----- | -------- | -------- |
| 2023  | キューバ | 6     | 28    | 27    | 2     | 7     | 1        | 0        | 0        | 8     | 4     | 0     | 0        | 0     | 0     | 0     | 1     | 8     | 1        | .259  | .286     | .296     |

### 年度別守備成績
| 年 度 | 球 団 | 中堅（CF） | 中堅（CF） | 中堅（CF） | 中堅（CF） | 中堅（CF） | 中堅（CF） |
| 年 度 | 球 団 | 試 合      | 刺 殺      | 補 殺      | 失 策      | 併 殺      | 守 備 率   |
| ----- | ----- | ---------- | ---------- | ---------- | ---------- | ---------- | ---------- |
| 2020  | CWS   | 56         | 151        | 2          | 1          | 0          | .994       |
| 2021  | CWS   | 67         | 159        | 3          | 4          | 1          | .976       |
| 2022  | CWS   | 91         | 208        | 1          | 2          | 0          | .991       |
| 2023  | CWS   | 143        | 370        | 7          | 3          | 3          | .992       |
| 2024  | CWS   | 97         | 254        | 1          | 2          | 0          | .992       |
| MLB   | MLB   | 454        | 1124       | 14         | 12         | 4          | .990       |

- 2024年度シーズン終了時
- 各年度の太字はリーグ最高
- 各年度の太字年はゴールドグラブ賞受賞

### 表彰
- ルーキー・オブ・ザ・マンス：1回（2020年8月）
- シルバースラッガー賞（外野手部門）：1回（2023年）
- ゴールドグラブ賞（外野手部門）：1回（2020年）

### 記録
MiLB
- オールスター・フューチャーズゲーム選出：1回（2019年）

MLB
- MLBオールスターゲーム選出：1回（2023年）

### 背番号
- 88（2020年 - ）

### 代表歴
- 2015 WBSC U-18ワールドカップ キューバ代表
- 2023 ワールド・ベースボール・クラシック・キューバ代表